# Nittorps distrikt
Nittorps distrikt är ett distrikt i Tranemo kommun och Västra Götalands län. 
Distriktet ligger nordost om Tranemo. 

## Tidigare administrativ tillhörighet
Distriktet inrättades 2016 och utgörs av socknen Nittorp i Tranemo kommun.
Området motsvarar den omfattning Nittorps församling hade vid årsskiftet 1999/2000.